# Zoo Riwne
Koordinaten: 50° 36′ 34″ N, 26° 19′ 58″ O

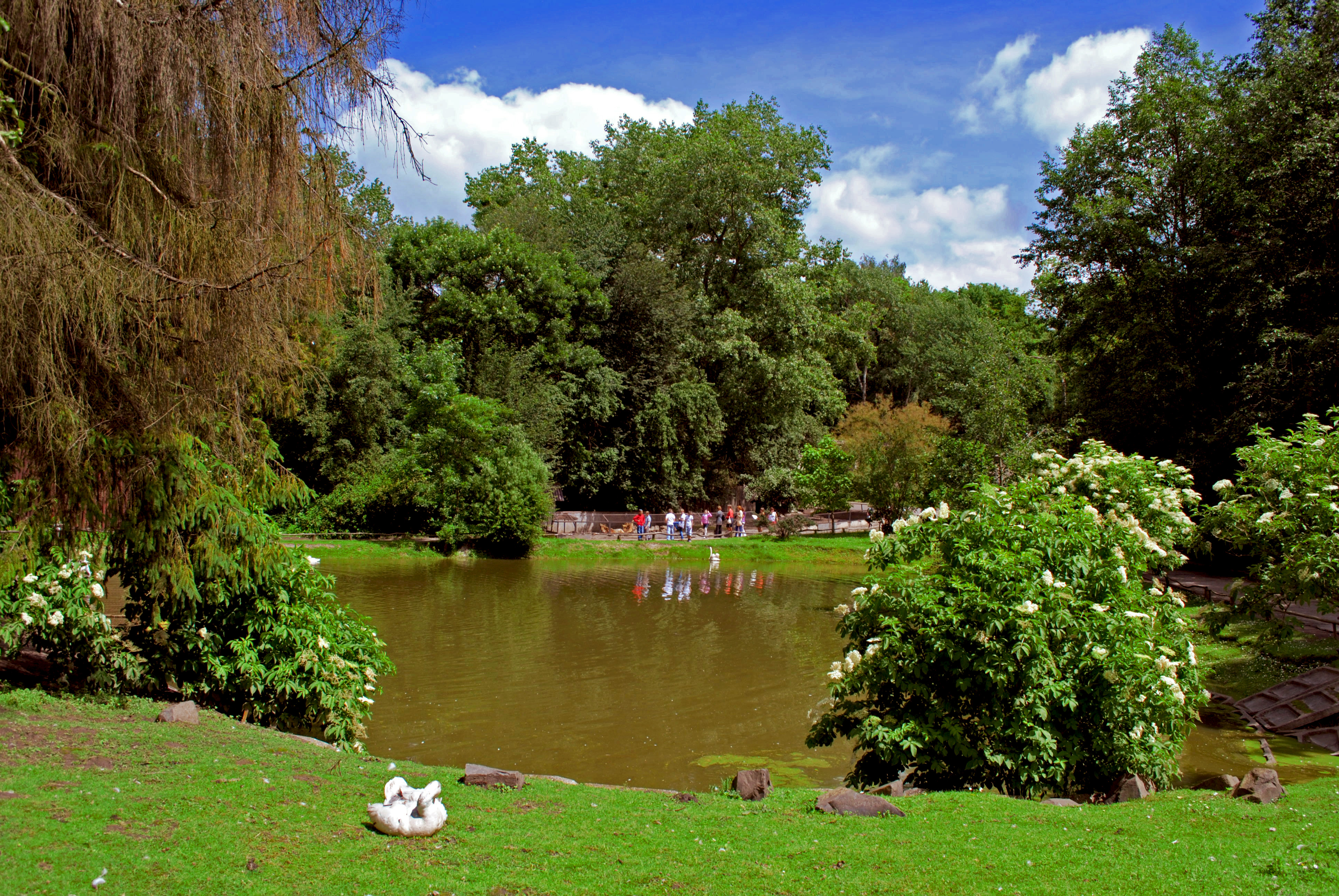
Zoo-Panorama

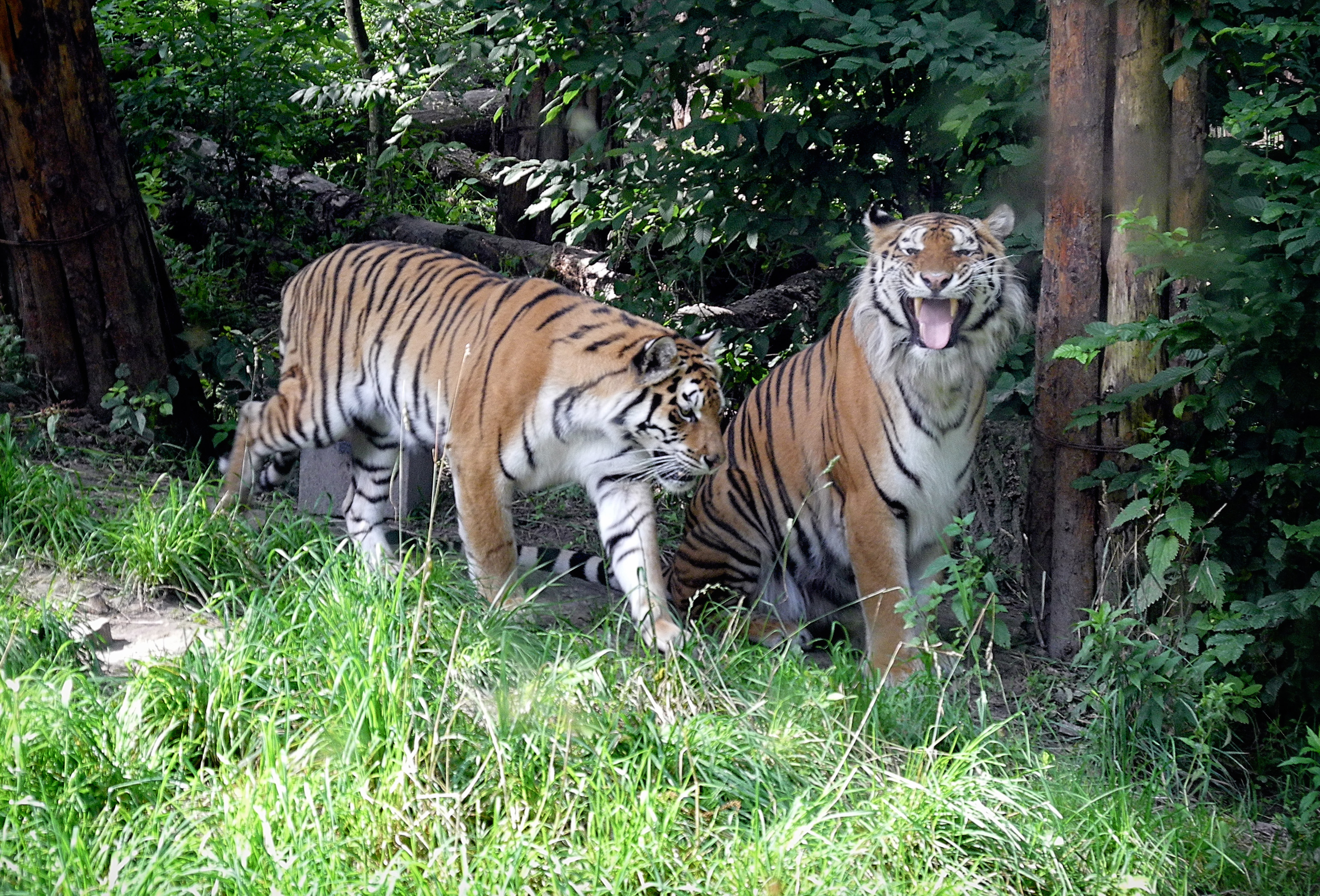
Tiger im Zoo

Der Zoo Riwne (ukrainisch Рівненський зоопарк) ist der Zoologische Garten in der westukrainischen Stadt Riwne, dem Verwaltungszentrum der Oblast Riwne. Im Eingangsbereich des Zoos befindet sich eine lebensgroße Skulptur eines stehenden Elchbullens und einer liegenden Elchkuh. In krisenfreien Jahren beträgt die durchschnittliche Besucherzahl 195.000 Personen im Jahr und der Zoo beschäftigt 72 Mitarbeiter.

## Geschichte
Der Zoo Riwne wurde 1982 auf Initiative der regionalen Organisation zum Schutz der Umwelt gegründet. Es wurde ein Gelände von etwa 11,6 Hektar zur Verfügung gestellt. Die ersten Bewohner waren Wölfe, Füchse, Wildschweine und Elche, die sämtlich von der örtlichen Forstwirtschaft stammten. Aus einem Zirkus wurden Braunbären übernommen. Später begann der Zoo mit Institutionen in der damaligen Sowjetunion zusammenzuarbeiten und schaffte weitere Tiere an. 1998 erhielt der Zoo den Status eines Objekts von nationaler Bedeutung.
Nach dem russischen Überfall auf die Ukraine im Februar 2022 organisierten viele Tierparks Hilfslieferungen an die notleidenden ukrainischen Zoos, daran beteiligte sich auch der Zoo Berlin mit seinem Aquarium. Im August 2022 wurde eine halbe Million Hrywnja aus dem Budget der Stadt Riwne zur Unterstützung des Zoos überwiesen. Im Zoo Riwne wurden über 80 aus den östlichen Kriegsgebieten evakuierte Zootiere aufgenommen und der Zoo blieb geöffnet. Besuchsinteressenten können online-Tickets erwerben, die bis nach dem Krieg gültig bleiben und dann bei einem Besuch in Anspruch genommen werden können.

## Tierbestand und Anlagenkonzept
Bis Ende 2021 verfügte der Zoo Riwne über ca. 180 Tierarten mit rund 500 Exemplaren. Die Anlagen sind in die Landschaft, die aus Hügeln, Grasflächen und gemischten Wäldern besteht, integriert. Die Tiere sind nach ihren geografischen Vorkommensgebieten gruppiert, wobei Arten, die verträglich in freier Wildbahn zusammenleben, auch im Zoo gemeinsam untergebracht sind. Die einzelnen Sektionen sind afrikanische Savanne, Patagonien, Australien und Mystisches Asien benannt.

## Sonderprogramme
In krisenfreien Perioden bietet der Zoo zahlreiche themenorientierte Sonderveranstaltungen für Kinder und Erwachsene an, beispielsweise einen Tigertag, einen Tag in der Savanne, eine Nacht im Zoo oder einen Tag der Tierpfleger. Außerdem wird ein Kartoffelfest, ein Kürbisfest, ein Nikolausfest, Pony reiten oder die Fütterung von Ausstellungstieren organisiert.